# Gary Bartz

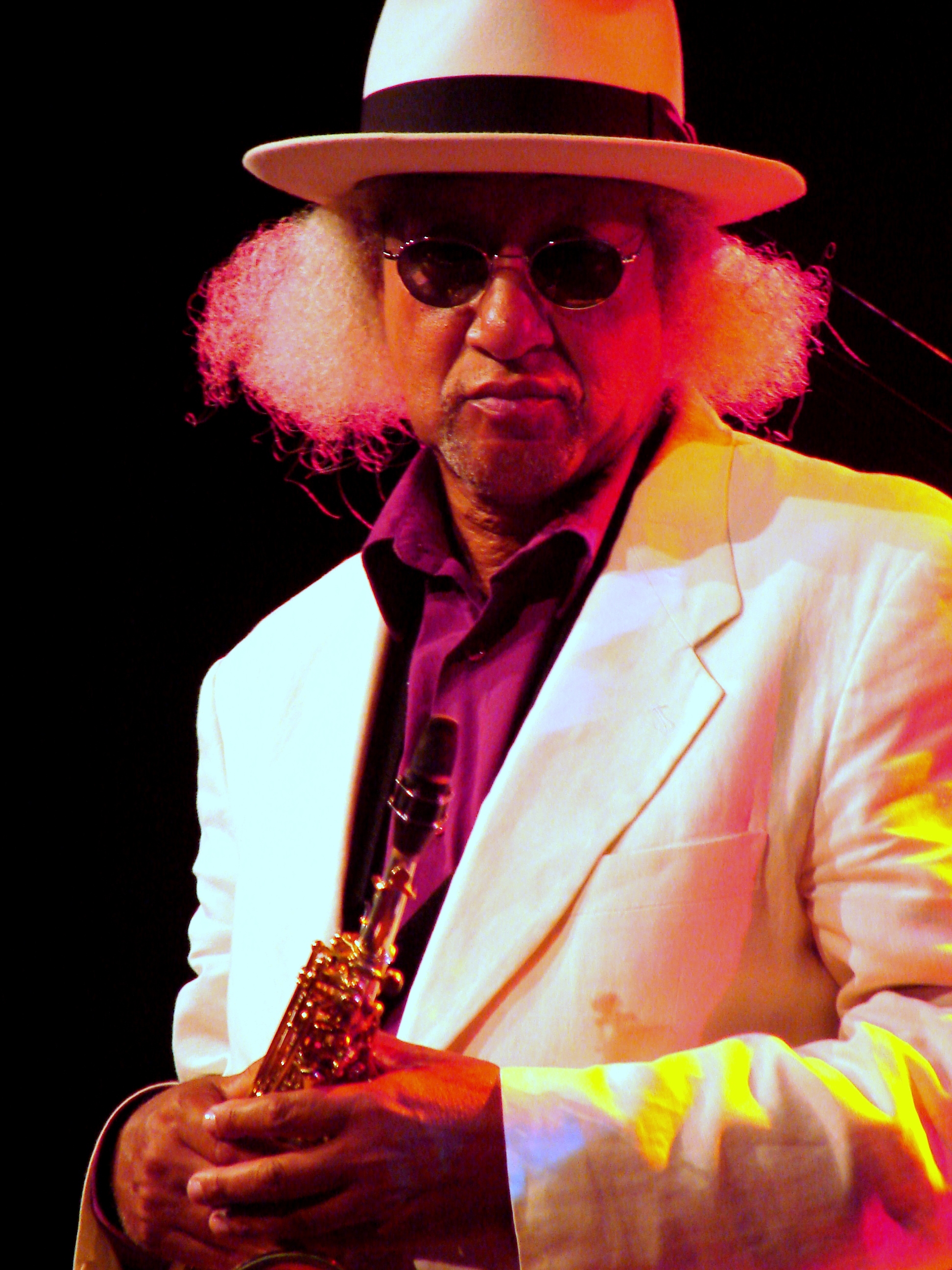
Gary Bartz (North Sea Jazz Festival, 2007)

Gary Bartz (* 26. September 1940 in Baltimore) ist ein US-amerikanischer Jazz-Musiker (Alt- und Sopransaxophon, Klarinette, Flöte) und Komponist.

## Leben und Wirken
Gary Bartz lernte mit elf Jahren Altsaxophon und hatte im Jazzclub seiner Eltern, der North End Lounge in Baltimore, seine ersten Auftritte. Im Alter von siebzehn Jahren kam Bartz nach New York, um 1957/58 an der Juilliard School of Music zu studieren. In der Stadt jammte er mit Freddie Hubbard, Lee Morgan und Pharoah Sanders. 1958 kehrte er zunächst in seine Heimatstadt zurück, um am dortigen Peabody Konservatorium zu studieren. Von 1962 bis 1964 nahm er – wieder in New York – an Workshops von Charles Mingus teil, arbeitete mit Eric Dolphy und dann mit Max Roach/Abbey Lincoln. Als Garys Eltern Art Blakey für einen Auftritt in ihrem Club engagierten, hatte Gary Bartz 1965 die Gelegenheit, einen fehlenden Saxophonisten in der Band zu ersetzen. Er blieb anschließend bei Blakeys Jazz Messengers und hatte sein Aufnahmedebüt bei Blakeys Album Soulfinger (Limelight).
1968 begann seine Zusammenarbeit mit McCoy Tyner, dessen Nähe zu den Ideen von John Coltrane ihn stark prägte. Er nahm dann ab 1968 mit Tyner dessen Alben Expansions und Extensions auf; außerdem arbeitete er 1968/69 mit Max Roach, Charles Tolliver, Blue Mitchell, Rashied Ali, Jimmy Owens und Richard Davis. 1970 nahm er mit Woody Shaw auf und kam zur Jazzrock-orientierten Miles Davis Band; er wirkte bei dessen Konzert auf der Isle of Wight im August ’70 mit und ist als Solist u. a. in „What I Say“ auf dessen Livealbum Live-Evil zu hören.
Nachdem er bereits seit 1968 mit eigenem Ensembles gearbeitet hatte, gründete er 1972 seine Band NTU Troop, mit der er in den 1970er Jahren für Milestone mehrere Alben aufnahm, wie Another Earth und Love Affair. Bartz entlehnte den Namen den Bantusprachen: „Ntu bedeutet Einigkeit in allen Dingen, in Zeit und Raum, Leben und Tod, im Sichtbaren und Unsichtbaren.“ Er bezog sich bewusst auf die afrikanische Tradition, aus der er musikalische Elemente zog, „um sie in einem Gemisch aus Bop, Free, und Rock neu wirken zu lassen“. Mit seiner Gruppe, die internationales Ansehen genoss, gastierte er auf zahlreichen großen Festivals, so 1973 beim Montreux Jazz Festival, Kongsberg und 1974 in Berkeley. Er komponierte daneben Musik fürs Fernsehen.
Mitte der 1970er Jahre arbeitete er in Los Angeles als Studiomusiker mit Norman Connors und Phyllis Hyman; für das Label Capitol nahm er ab 1977 Stücke im Genre des Disco-Funk auf, die gelegentliche Improvisationen enthielten, wie JuJu Man oder Music is My Sanctuary. Das Soul-Album Bartz (1980) für Arista entstand mit dem Produzentenduo Reggie Lucas und James Mtume. In den 1980er Jahren kehrte Bartz zu den Wurzeln des Modern Jazz von Charlie Parker und Coltrane zurück und spielte im Hardbop-Mainstream-Idiom. 1980 wurde er in New York als Solist der Bühnenshow „Bebop“ gefeiert; anschließend spielte im Quartett von Louis Hayes.
Nach einer mehrjährigen Pause erschienen ab 1988 neue Jazz-Alben unter eigenem Namen. 1998 arbeitete er mit der Formation Sphere. 2001 gab er in Montréal mit dem Gitarristen Peter Leitch ein ungewöhnliches Duo-Konzert. 1995 gab er sein Debütalbum bei Atlantic The Red and Orange Poems, das er selbst als „musical mystery novel“ bezeichnete, neu heraus. In den folgenden Jahren arbeitete er mit Musikern wie Ingrid Jensen, Roy Hargrove, Bobby Watson, Jarosław Śmietana (African Lake, 1999), Jeanne Lee, Jay Clayton, George Cables, Cyrus Chestnut, Malachi Thompson, Joe Chambers, Russell Malone, Grachan Moncur III, Chick Corea, Jay Hoggard, Wallace Roney, Gerald Cannon und Allen Lowe. Zuletzt arbeitete er mit der Londoner Gruppe Maisha. Im Bereich des Jazz war er laut Tom Lord zwischen 1965 und 2019 an 223 Aufnahmesessions beteiligt.
Bartz, dem Allmusic „lyrische und intensive Kraft“ bescheinigt, gehört mit seinen zahlreichen Projekten seitdem „zu den großartigsten, jedoch unterbewerteten Musikern seiner Generation“. Nachdem er bereits 1972 Poll-Sieger bei Down Beat und dem Melody Maker war, erhielt er 2005 mit McCoy Tyner einen Grammy für das Album Illuminations. Bartz unterrichtet am Oberlin Conservatory of Music.

## Diskographische Hinweise
- Libra/Another Earth (Milestone Records, 1967/68)
- Harlem Bush Music: Taifa and Uhuru (Milestone, 1970–71)
- Love Song (Vee Jay International 1977 / Bandcamp 2020, mit George Cables, Carl McDaniels, Curtis Robertson, Howard King, Rita Greene)
- West 42nd Street (Candid, 1990 mit Claudio Roditi)
- There Goes The Neighborhood (Candid, 1990) mit Kenny Barron, Ray Drummond, Ben Riley
- Shadows (Timeless, 1992) mit Willie Williams, Benny Green, Christian McBride, Victor Lewis
- Episode One: Children of Harlem (Challenge, 1994 mit Larry Willis, Buster Williams, Ben Riley)
- The Montreal Concert (DSM, 1999, mit Peter Leitch)
- Live @ The Jazz Standard, Volume 1 - Soulstice (OYO, 1999, mit Barney McAll, Kenny Davis, Greg Bandy)[5]
- Live at the Jazz Standard Vol. 2 (OYO, 1999, mit Barney McAll, Paul Bollenback, James King, Greg Bandy, Danny Robbins)
- Kankawa Meets Gary Bartz (2003, mit Toshihiko Kankawa, Greg Bandy)
- Soprano Stories, (OYO 2005, mit George Cables, John Hicks, James King, Greg Bandy)
- Coltrane Rules: Tao of a Music Warrior (OYO, rec. 2000, ed. 2012, mit Barney McAll, James King, Greg Bandy)
- Gary Bartz & Maisha Night Dreamer (Night Dreamer 2020, mit Axel Kaner-Lidstrom, Al MacSween, Shirley Tetteh, Twm Dylan, Jake Long, Tim Doyle)[6]

## Lexikalische Einträge
- Ian Carr, Digby Fairweather, Brian Priestley: Rough Guide Jazz. Der ultimative Führer zum Jazz. 1800 Bands und Künstler von den Anfängen bis heute. 2., erweiterte und aktualisierte Auflage. Metzler, Stuttgart/Weimar 2004, ISBN 3-476-01892-X.
- Leonard Feather, Ira Gitler: The Biographical Encyclopedia of Jazz. Oxford University Press, New York 1999, ISBN 0-19-532000-X.
- Martin Kunzler: Jazz-Lexikon. Band 1: A–L (= rororo-Sachbuch. Bd. 16512). 2. Auflage. Rowohlt, Reinbek bei Hamburg 2004, ISBN 3-499-16512-0.